# 皮迪度 (阿拉巴馬州)
皮迪度（英語：Perdido）是一個位於美國阿拉巴馬州鮑德溫縣的非建制地區。根據2010年美國人口普查，皮迪度的人口數目有221人。

## 地理
皮迪度的座標為31°00′28″N 87°37′38″W / 31.007778°N 87.627222°W，而該地最高點為海拔高度70米。